# Vivian Wahlberg

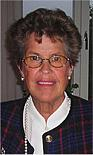
Vivian Wahlberg

Kerstin Vivian Wahlberg, född 1934 i Limhamn i Sverige, är en svensk sjuksköterska och professor emeritus i vård- och folkhälsovetenskap.
Wahlberg, som är sjuksköterska, barnmorska och har en fil. kand. i beteendevetenskap, doktorerade 1982 på en avhandling om Credés profylax (lapis i nyfödda barns ögon) vid Karolinska Institutet, som fick uppmärksamhet även för att hon var den första barnmorskan i Norden som disputerade. Hon har under längre perioder varit gästprofessor i USA och Kanada och utsågs 1985 till juris hedersdoktor vid Calgary University, Canada. Under åren 1987-1999 var hon professor vid Nordiska högskolan för folkhälsovetenskap i Göteborg (tidigare Nordiska hälsovårdshögskolan). 
Wahlberg utkom 2004 med boken Minnen efter abort (Studentlitteratur förlag). Boken gavs 2007 ut på engelska under titeln Memories after abortion (Radcliffe Publishing Oxford).